# Hahntal und Höckels
Hahntal und Höckels ist ein Naturschutzgebiet in den niedersächsischen Gemeinden Gevensleben und Jerxheim in der Samtgemeinde Heeseberg im Landkreis Helmstedt.

## Allgemeines
Das Naturschutzgebiet mit dem Kennzeichen NSG BR 020 ist etwa 14 Hektar groß. Es ist vollständig Bestandteil des FFH-Gebietes „Heeseberg-Gebiet“. Das Gebiet steht seit dem 22. Juli 2014 unter Schutz (Datum der Verordnung: 16. Juli 2014). Es ersetzt das zum 16. September 1979 ausgewiesene bisherige Naturschutzgebiet „Hahntal“ (Datum der Verordnung: 22. August 1979). Zuständige untere Naturschutzbehörde ist der Landkreis Helmstedt.

## Beschreibung
Das aus zwei Teilflächen bestehende Naturschutzgebiet liegt nördlich bzw. nordöstlich von Watenstedt. Es stellt in erster Linie einen südöstlich exponierten Hang aus Buntsandstein des Asse-Heesebergsattels im Ostbraunschweigischen Hügelland unter Schutz, der von einem mit Trockengebüsch und älteren Obstbaumbeständen durchsetzten Halbtrockenrasen geprägt ist. An der Hangoberkante sind wärmeliebende Ruderalfluren zu finden. In der östlichen Teilfläche befindet sich ein von Gebüschen und Rasenflächen umgebenes Kleingewässer.
Im Naturschutzgebiet kommen u. a. Frühlingsadonisröschen, Dänischer Tragant, Haarpfriemengras, Ungarische Schafgarge, Walliser Schwingel, Echter Schafschwingel, Kleines Habichtskraut, Zypressen-Wolfsmilch, Skabiosenflockenblume und Feldmannstreu vor.
Eine besondere Bedeutung hat das Gebiet, weil zahlreiche Pflanzenarten hier ihre westliche Verbreitungsgrenze erreichen und in ihrem Vorkommen in Nordwestdeutschland einzigartig sind. Das Gebiet soll mit seinen an trockenwarme Standorte gebundene Pflanzen- und Tierarten gesichert und entwickelt werden.
Durch die Vergrößerung des Naturschutzgebietes sind weitere Brachflächen sowie angrenzende landwirtschaftliche Nutzflächen in das Naturschutzgebiet einbezogen worden. Die nördlich von Watenstedt liegende Teilfläche wird von einem befestigten Wirtschaftsweg durchquert, der das Schutzgebiet vor der Vergrößerung nach Osten begrenzte. Durch einen Teil des Schutzgebiets verläuft ein Wanderweg, der betreten werden darf.